# Aphrodite Terra
Aphrodite Terra é a maior das duas principais regiões elevadas do planeta Vênus. Seu tamanho equivale ao da América do Sul.